# ペガサス航空2193便着陸失敗事故
ペガサス航空2193便着陸失敗事故（ペガサスこうくう2193びんちゃくりくしっぱいじこ）は、2020年2月5日にトルコで発生した航空事故である。イズミル発イスタンブール行の国内線だったペガサス航空2193便が、サビハ・ギョクチェン国際空港への着陸時に滑走路を逸脱した。乗員乗客183人中3人が死亡し179人が負傷した。この事故はペガサス航空が起こした初の死亡事故である。
また、この事故のおよそ1か月前の1月7日にも、同空港でペガサス航空機がオーバーラン事故を起こしていた。

## 事故機

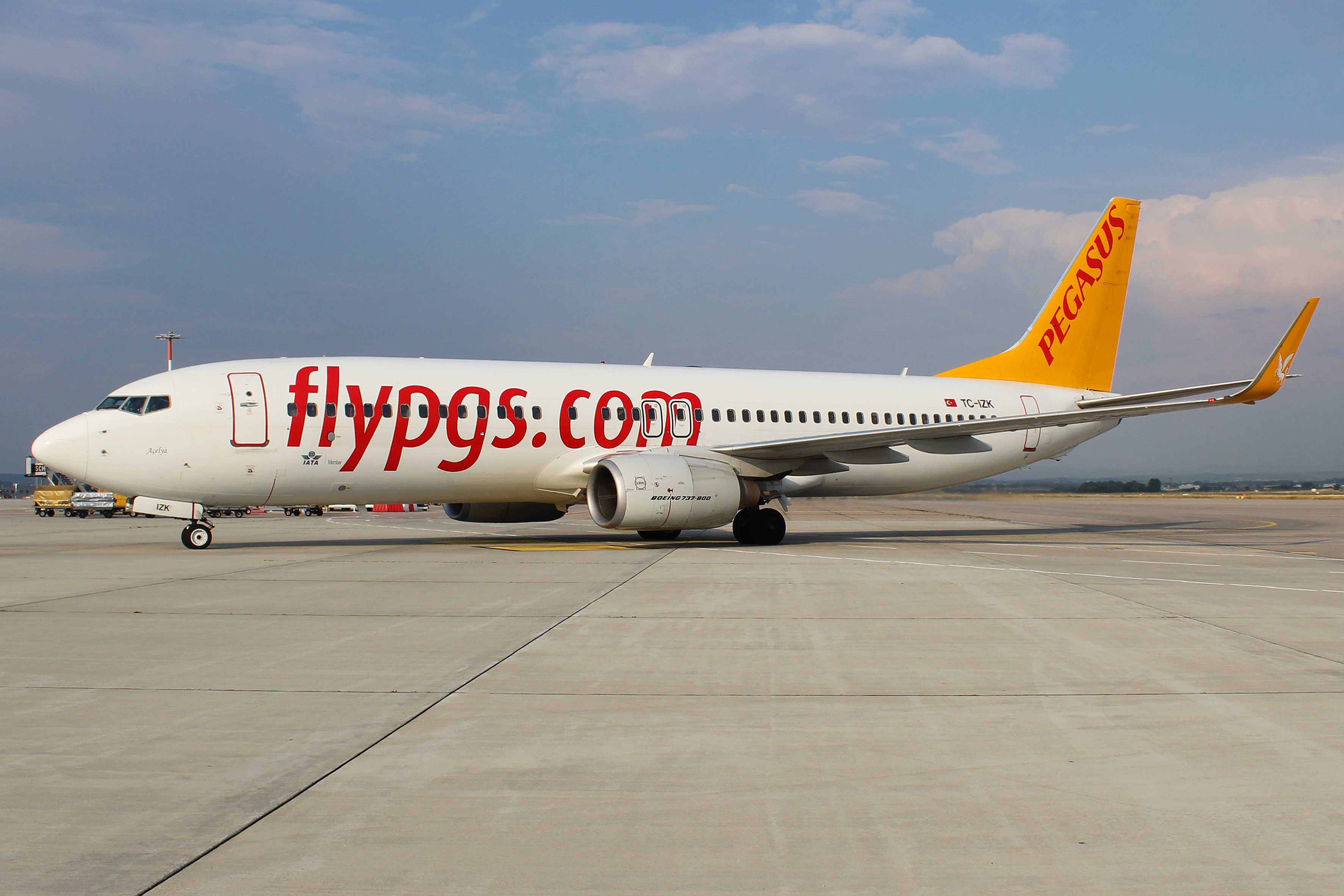
2019年7月に撮影された事故機

事故機はボーイング737-86J（TC-IZK）であった。この機体は、2009年1月にエア・ベルリンに納入されたもので、2016年からペガサス航空の機材となっていた。

## 事故の経緯
2193便はイズミルからイスタンブールへ向かう便で、現地時間17時22分にアドナン・メンデレス空港を離陸した。サビハ・ギョクチェン国際空港の滑走路06へ着陸したのは18時19分ごろであった。事故当時、イスタンブールの天候は悪く、大雨に加えて強風が吹いていた。管制官はパイロットに270度から22ノット (41 km/h)の風があり、突風は30ノット (56 km/h)と伝えた。その後風向きが変化し、19ノット (35 km/h)という強い追い風になった。また、突風や雷雨も報告されていた。
トルコの運輸大臣によると機体は着陸後、減速せずに滑走路をオーバーランした。事故により機体は分断され、特に機体前方は激しく損傷した。乗客らは機体の破損した部分から脱出することを余儀なくされた。また、衝撃により火災が発生したが消防隊によって鎮火された。
当初、乗員乗客に死者は無かったと報告された。しかしその後、トルコの保健大臣は3人が死亡し179人が負傷したと公表した。

## 事故調査
ペガサス航空のCEOは、ブラックボックスの分析が開始されたと述べた。パイロットたちは警察で事情聴取を行う前に病院で治療を受けた。
当局は予備報告書を発行した。事故当時、操縦は機長が行っており、計器の監視は副操縦士がおこなっていた。着陸進入中、2193便の先を飛ぶ便が37ノット (69 km/h)の追い風を管制官に報告していたが、この交信はトルコ語で行われていた。そのため、オランダ人の副操縦士は内容を理解できなかった。着陸後、スポイラーと逆噴射装置が展開された。しかし57ノット (106 km/h)付近でスポイラーは格納され、逆噴射装置もオフになった。